# Ирано-марокканские отношения
Ирано-марокканские отношения омрачены частыми разногласиями. Несколько раз дипломатические отношения между Ираном и Марокко были полностью разорваны.
В 1981 году Иран разорвал все дипломатические отношения с Рабатом. Это было сделано в ответ на решение короля Хасана II предоставить убежище беглому шаху Мохаммеду Резе Пехлеви. Потребовалось почти десятилетие, прежде чем потеплевшие отношения привели к возобновлению связей. Спустя почти десять лет первая делегация из Марокко во главе с премьер-министром Абдеррахманом Юсуфи посетила Исламскую Республику Иран. В последнее время значительно возросли экономические связи.
6 марта 2009 года король Марокко Мухаммед VI разорвал дипломатические отношения с Ираном, ссылаясь на ряд причин. Министерство иностранных дел Марокко в пресс-релизе в пятницу заявило, что Марокко прервало свои дипломатические отношения с Ираном после критических высказываний Тегерана относительно Бахрейна. Оно также отметило, что распространение Ираном шиитской ветви ислама в суннитском Марокко является вмешательством во внутренние дела.
В феврале 2014 года обе страны заявили о восстановлении дипломатических связей, однако 1 мая 2018 года Марокко снова их прервало. По словам министра иностранных дел Марокко такое решение было принято потому, что Иран предоставляет финансовую и логистическую поддержку сепаратистскому движению Полисарио через своего ливанского посредника Хезболла.